# Kemal Karpat
Kemal Hașim Karpat (n. 15 februarie 1923, Babadag, România – d. 20 februarie 2019, Madison, Wisconsin, SUA) a fost un  istoric turc, specializat pe subiectele Imperiului Otoman, profesor la University of Wisconsin–Madison.

## Viața timpurie
A fost de origine turc și s-a născut în Babadag, România. El a primit titlul Bachelor of Laws⁠(<span title="LLB|Bachelor of Laws la Wikidata">d) de la Universitatea din Istanbul, cel de MA de la Universitatea din Washington și doctoratul de la Universitatea din New York. El a lucrat anterior pentru Consiliul economic și social al ONU și a predat la Universitatea din Montana (deși se numea Montana State University la momentul respectiv) și Universitatea din New York. Ultimul său post a fost la Universitatea Șehir din Istanbul⁠(d).

## Selecție de publicații
- Elites and Religion: From Ottoman Empire to Turkish Republic  (Times, 2010)
- The Gecekondu: Rural Migration and Urbanization (Cambridge University Press; 2009)
- The Politicization of Islam (Oxford University Press, 2001)
- The Ottoman Past and Today's Turkey (Brill, 2000)
- Political and Social Thought in the Contemporary Middle East (Praeger, 1968)
- Turkey's Politics: The Transition to a Multi-Party System (Princeton University Press, 1959)
- Political Modernization in Japan and Turkey (Princeton University Press, 1964)
- An Inquiry into the Social Foundations of Nationalism in the Ottoman State (Princeton UP, 1973)
- Social Change and Politics in Turkey (Brill Leiden, 1973)
- Turkey's Foreign Policy in Transition (Brill Leiden, 1975)

## Legături externe
- tr Interviu: „Tarihçinin Mutfağı”. Tarih Vakfı. 23 septembrie 1999. Arhivat din original la 12 mai 2008. Accesat în 29 octombrie 2008.